# Erich Rix
Erich Rix (* 29. September 1900 in Warburg; † 10. August 1964 in Nürnberg) war ein deutscher Pathologe und Hochschullehrer.
Der Sohn eines Oberpostsekretärs besuchte von 1907 bis 1919 die Volksschule und das Gymnasium Marianum in Warburg. Er studierte Medizin in Heidelberg, Göttingen, Freiburg i. Br. und Marburg bis zum Staatsexamen 1925. In Göttingen schloss sich Rix der Burschenschaft im ADB Thuringia, in Marburg der Burschenschaft im ADB Sigambria an, die 1930 in der Marburger Burschenschaft Hercynia und 1950 in der Marburger Burschenschaft Rheinfranken aufging, der er bis zu seinem Tode angehörte.
Die Approbation und die Promotion folgten 1926 in Marburg (Lahn). An der Universität Marburg wurde er 1932 auch Privatdozent für Allgemeine Pathologie und Pathologische Anatomie, 1938 ao. Professor und 1940 apl. Professor.
1942 wurde er im Zusammenhang mit seinem Wehrdienst (1939–1945) an die Universität Berlin berufen. 1940 leitete er die Pathologisch-anatomische Abteilung des Tropenmedizinischen Instituts der Militärärztlichen Akademie in Berlin; 1942 wurde er der Direktor des Pathologischen Instituts am Robert-Koch-Krankenhaus in Berlin-Moabit.
1944 wurde er Vorstand des Pathologischen Instituts der Städtischen Krankenanstalten in Nürnberg. Aus dieser Stellung wurde er 1946 entlassen, aber im Februar 1947 wieder eingestellt. 1955 wurde er an der Universität Erlangen apl. Professor und Direktor der Städtischen Krankenanstalten Nürnberg.
Rix beantragte Juni 1937 die Aufnahme in die NSDAP und wurde rückwirkend zum 1. Mai desselben Jahres aufgenommen (Mitgliedsnummer 5.160.076), ferner war er Mitglied im NS-Lehrerbund, NS-Ärztebund und NSKK. Im November 1933 unterzeichnete er das Bekenntnis der deutschen Professoren zu Adolf Hitler.

## Schriften
- Über die Eosinophilie des Processus vermiformis und ihre Beziehungen zur Oxyurlasis. Dissertation, 1926.